# Max Fleischer (botaniker)
Max Fleischer, född 4 juli 1861 i Lipine i nuvarande Świętochłowice, död 3 april 1930 i Menton, var en tysk konstnär och botaniker.

## Biografi
Max Fleischer som efter utbildning vid konstskola i Breslau och konstakademierna i Berlin, München och Paris vann stora framgångar genom impressionistiskt friluftsmåleri, kom därefter att börja intressera sig för vetenskap vid sidan av konsten. Geologiska studier förde honom 1897 till polytekniska högskolan i Zürich, där han en tid studerade, varefter följde fem års vistelse i Italien med besök även i Spanien och Tunisien. Fleischer som vid denna tid påbörjade vetenskapliga studier över bladmossorna, var 1899–1902 engagerad för att måla tavlor över Buitenzorgs botaniska trädgård på Java, avsedda för världsutställningen i Paris 1900 och sedan införlivade med Nederländska statens samling. Samtidigt utarbetade han en flora över Javas bladmossor. Flescher vistades i Indien 1908–1913. Under inflytande av den primitiva infödingskonsten övergick han till en måttligt avvägd expressionism. Fleischer införde den äkta batiken som konstart i Europa. Efter återkomsten till Tyskland var Fleischer från 1914 tidvis anställd vid botaniska museet i Berlin-Dahlem och företog resor till Makedonien, Kanarieöarna, Pyrenéerna och andra delar av Medelhavsområdet. Max Fleischer erhöll professors titel 1917 och blev 1923 hedersdoktor vid universitetet i Utrecht. Från 1926 var han bosatt i Haag. Fleischers omfattande huvudarbete, Die Musci der Flora von Buitenzorg 1–4 (1900–1922), medförde genom sitt fylogenetiska system, grundat på sporofytens och särskilt peristomets utveckling, en genomgripande omändring av bladmossornas klassifikation. Hans värdefulla mossamlingar inköptes av Farlow Herbarium vid Harvard University.